# Urceolina
Urceolina Rchb. – rodzaj roślin z rodziny amarylkowatych. Obejmuje 25 gatunków, występujących naturalnie w północno-zachodniej Ameryce Południowej, na terenie Boliwii, północnej Brazylii, Kolumbii, Ekwadoru i Peru oraz w Ameryce Środkowej, na terenie Kostaryki, Gwatemali i Panamy. Uprawiana ze względu na atrakcyjne kwiaty, a występujące naturalnie w Peru, Urceolina amazonica została introdukowana w Ameryce Środkowej na obszarze do środkowego Meksyku, na wyspy Karaibów, Wyspę Wniebowstąpienia, Wyspy Salomona i na Cejlon.

## Morfologia

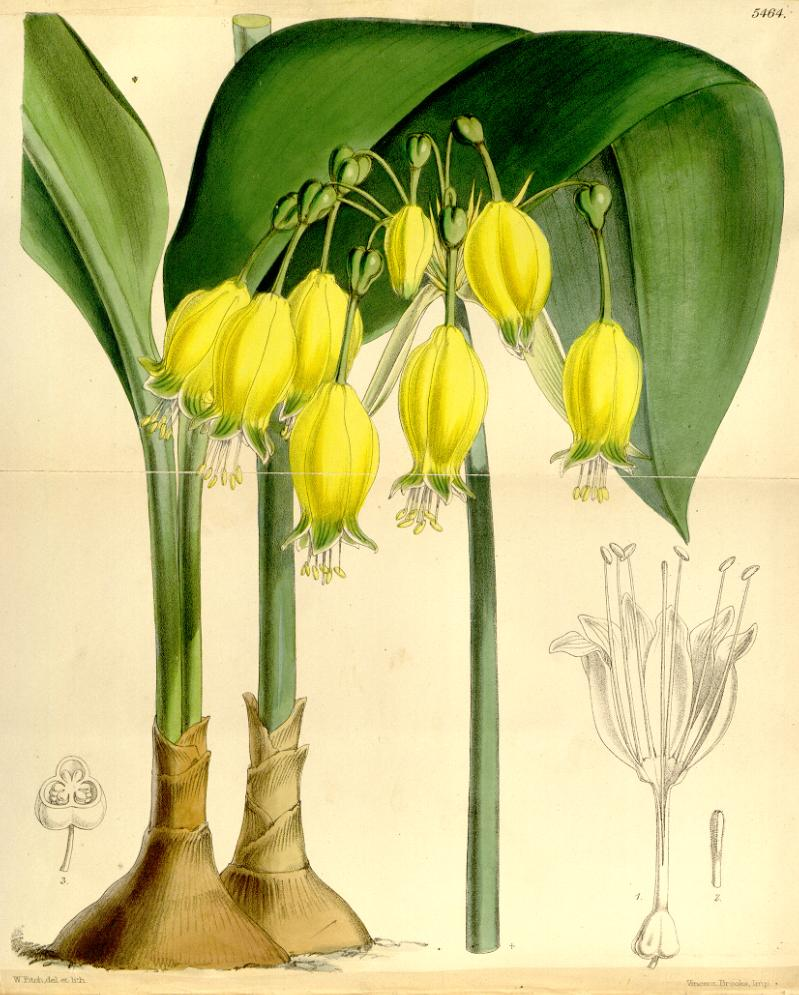
Budowa U. urceolata

Wieloletnie, cebulowe rośliny zielne. Liście ogonkowe o szerokiej blaszce liściowej, wypuszczane po przekwitnięciu lub trwałe. Białe, żółte lub pomarańczowe, niekiedy wonne kwiaty zebrane po 5-10 w kwiatostan, wyrastający na pełnym głąbiku, wspartym dwiema wolnymi podsadkami. Okwiat promienisty, w kształcie urny lub dzwonkowaty. Listki okwiatu wpierw zrośnięte w długą, wąskocylindryczną rurkę, następnie rozchylone. U niektórych gatunków obecny jest wydatny przykoronek. Pręciki o nitkowatych lub szydłowatych, prostych nitkach. Szyjka słupka zakończona jest główkowatym lub trójklapowanym znamieniem. Owocami są zielone, zielonkawożółte lub pomarańczowe torebki, zawierające elipsoidalne lub cylindryczne i lekko zagięte nasiona o gładkiej lub chropowatej, czarnej, niebieskiej lub brązowej łupinie.

## Systematyka

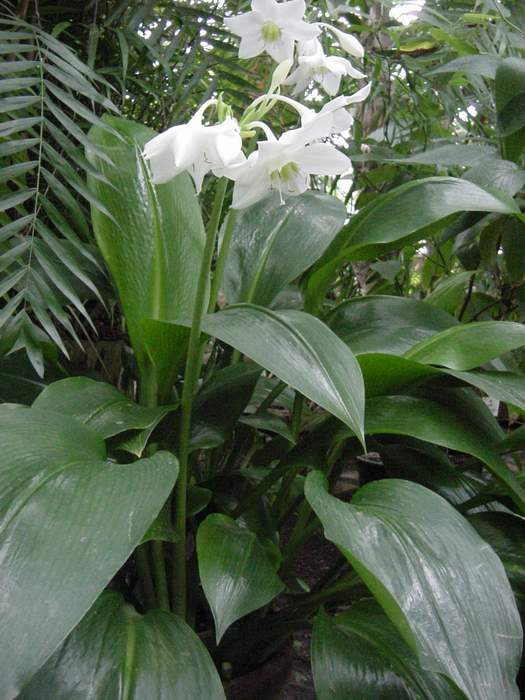
Urceolina amazonica

Pozycja systematycznaRodzaj z plemienia Stenomesseae (Eucharideae), podrodziny amarylkowych Amaryllidoideae z rodziny amarylkowatych Amaryllidaceae.
Wykaz gatunków
- Urceolina amazonica (Linden ex Planch.) Christenh
- Urceolina astrophiala Ravenna
- Urceolina ayacucensis Ravenna
- Urceolina bakeriana (N.E.Br.) Traub
- Urceolina bonplandii (Kunth) Traub
- Urceolina bouchei (Woodson & P.Allen) Traub
- Urceolina candida (Planch. & Linden) Traub
- Urceolina castelnaeana (Baill.) Traub
- Urceolina caucana (Meerow) Christenh. & Byng
- Urceolina corynandra Ravenna
- Urceolina cuzcoensis Vargas
- Urceolina cyaneosperma (Meerow) Christenh. & Byng
- Urceolina formosa (Meerow) Christenh. & Byng
- Urceolina fulva Herb.
- Urceolina latifolia (Herb.) Benth. & Hook.f.
- Urceolina lehmannii (Regel) Traub
- Urceolina microcrater Kraenzl.
- Urceolina moorei (Baker) Christenh. & Byng
- Urceolina oxyandra Ravenna
- Urceolina plicata (Meerow) Christenh. & Byng
- Urceolina robledoana (Vargas) Traub
- Urceolina ruthiana (L.Jost, Oleas & Meerow) Chri
- Urceolina sanderi (Baker) Traub
- Urceolina ulei (Kraenzl.) Traub
- Urceolina urceolata (Ruiz & Pav.) Asch. & Graebn.

## Nazewnictwo
Etymologia nazwy naukowejNazwa rodzaju jest zdrobnieniem łacińskiego słowa urceolus, oznaczającego w kształcie urny, i odnosi się do kształtu kwiatów tych roślin.
Synonimy nomenklaturowe
- Urceolaria Herb., Appendix: 28 (1821), nom. illeg. (bazonim)

Synonimy taksonomiczne
- Leperiza Herb., Appendix: 41 (1821)
- Collania Schult. & Schult.f. in J.J.Roemer & J.A.Schultes, Syst. Veg., ed. 15 bis 7: 893 (1830)
- Pentlandia Herb., Edwards's Bot. Reg. 25: t. 68 (1839)
- Eucharis Planch. & Linden, Cat. Gén. 8: 3 (1853)
- Microdontocharis Baill., Bull. Mens. Soc. Linn. Paris 2: 1134 (1894)
- Pseudourceolina Vargas, Bol. Fac. Ci. Univ. Cuzco 1: 7 (1960)

HomonimyNazwę Urceolina Tuck nadano również workowcom z rodziny Agyriaceae (obecnie synonim Orceolina Hertel).

## Zagrożenie
Gatunki U. ayacucensis i U. robledoana są krytycznie zagrożone, a U. microcrater zagrożony wyginięciem.

## Zastosowanie

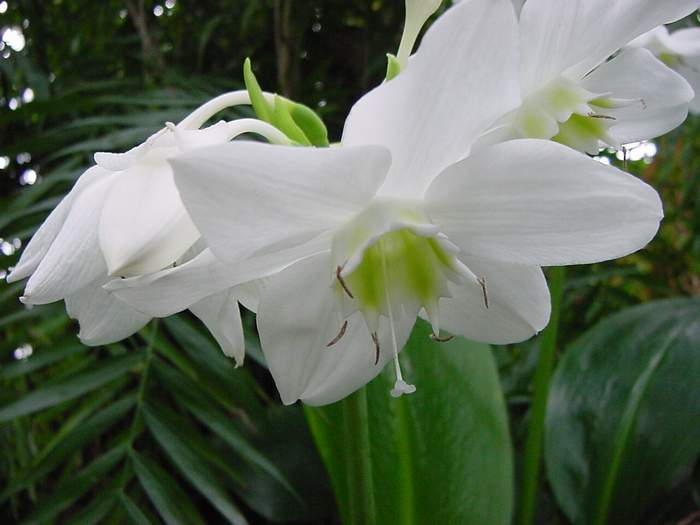
Kwiaty Urceolina amazonica

Rośliny leczniczeUrceolina amazonica zawiera 13 alkaloidów amarylkowych, w tym likorynę, izminę, trisferydynę, tazetynę, galantaminę, hemantaminę i wittatynę. Trzy alkaloidy są specyficzne dla tego gatunku i nie są znane ich inne naturalne źródła: 7-metoksyoksoanina, 6-O-metylopretazetyna i apohemantamina.
Rośliny ozdobneUrceolina amazonica (niekiedy spotykana pod starą nazwą Eucharis amazonica), zwana lilią amazońską, o pięknych, dużych, białych kwiatach z przykoronkiem, przypominające kwiaty narcyza, uprawiany jest jako ozdobna roślina ogrodowa lub pokojowa. Wymaga stanowiska zacienionego i bogatej w składniki organiczne, wilgotnej gleby. Zimą rośliny należy przesuszyć, aby pobudzić kwitnienie. Lepiej kwitnie mając mało miejsca, w doniczce albo w dużych kępach.